# Tsanko Arnaudov
Tsanko Arnaudov (ur. 14 marca 1992) – portugalski lekkoatleta bułgarskiego pochodzenia specjalizujący się w pchnięciu kulą.
W 2016 stanął na najniższym stopniu podium mistrzostw Europy. Uczestnik igrzysk olimpijskich w Rio de Janeiro (2016) oraz czwarty zawodnik halowych mistrzostw Europy w Belgradzie (2017).
Złoty medalista mistrzostw Portugalii oraz reprezentant kraju na drużynowych mistrzostwach Europy i pucharze Europy w rzutach.
Rekordy życiowe: stadion – 21,56 (24 czerwca 2017, Vaasa); hala – 21,27 (18 lutego 2018, Pombal). Rezultat Portugalczyka ze stadionu jest aktualnym rekordem Portugalii.

## Osiągnięcia
| Rok  | Impreza                                 | Miejsce              | Lokata            | Wynik |
| ---- | --------------------------------------- | -------------------- | ----------------- | ----- |
| 2011 | Mistrzostwa Europy juniorów             | Tallinn              | el. – 17. miejsce | 17,66 |
| 2013 | Zimowy puchar Europy w rzutach          | Castelló de la Plana | 13. miejsce       | 17,18 |
| 2013 | Młodzieżowe mistrzostwa Europy          | Tampere              | el. – 22. miejsce | 17,14 |
| 2014 | Zimowy puchar Europy w rzutach          | Leiria               | 14. miejsce       | 16,18 |
| 2015 | Zimowy puchar Europy w rzutach          | Leiria               | 12. miejsce       | 18,79 |
| 2015 | I liga drużynowych mistrzostw Europy    | Heraklion            | 3. miejsce        | 19,30 |
| 2015 | Mistrzostwa świata                      | Pekin                | el. – 26. miejsce | 18,85 |
| 2016 | Puchar Europy w rzutach                 | Arad                 | 2. miejsce        | 19,85 |
| 2016 | Mistrzostwa Europy                      | Amsterdam            | 3. miejsce        | 20,59 |
| 2016 | Igrzyska olimpijskie                    | Rio de Janeiro       | el. – 29. miejsce | 18,88 |
| 2017 | Halowe mistrzostwa Europy               | Belgrad              | 4. miejsce        | 21,08 |
| 2017 | Puchar Europy w rzutach                 | Las Palmas           | 4. miejsce        | 20,25 |
| 2017 | I liga drużynowych mistrzostw Europy    | Vaasa                | 1. miejsce        | 21,56 |
| 2017 | Mistrzostwa świata                      | Londyn               | el. – 17. miejsce | 20,08 |
| 2018 | Halowe mistrzostwa świata               | Birmingham           | 12. miejsce       | 19,93 |
| 2018 | Mistrzostwa Europy                      | Berlin               | 9. miejsce        | 20,33 |
| 2018 | Mistrzostwa ibero-amerykańskie          | Trujillo             | 2. miejsce        | 19,34 |
| 2019 | Halowe mistrzostwa Europy               | Glasgow              | el. – 12. miejsce | 19,86 |
| 2019 | Puchar Europy w rzutach                 | Šamorín              | 8. miejsce        | 19,07 |
| 2019 | I liga drużynowych mistrzostw Europy    | Sandnes              | 4. miejsce        | 19,59 |
| 2021 | Puchar Europy w rzutach                 | Split                | 9. miejsce        | 19,68 |
| 2022 | Puchar Europy w rzutach                 | Leiria               | 12. miejsce       | 19,12 |
| 2022 | Mistrzostwa ibero-amerykańskie          | La Nucia             | 3. miejsce        | 20,43 |
| 2022 | Igrzyska śródziemnomorskie              | Oran                 | 5. miejsce        | 20,13 |
| 2022 | Mistrzostwa świata                      | Eugene               | el. – 17. miejsce | 19,93 |
| 2022 | Mistrzostwa Europy                      | Monachium            | el. – 18. miejsce | 19,42 |
| 2023 | Mistrzostwa świata                      | Budapeszt            | el. – 30. miejsce | 19,17 |
| 2024 | Mistrzostwa ibero-amerykańskie          | Cuiabá               | 5. miejsce        | 19,82 |
| 2024 | Mistrzostwa Europy                      | Rzym                 | el. – 15. miejsce | 19,42 |
| 2024 | Igrzyska olimpijskie                    | Paryż                | el. – 16. miejsce | 20,31 |
| 2025 | Halowe mistrzostwa Europy               | Apeldoorn            | el. – 11. miejsce | 19,77 |
| 2025 | Puchar Europy w rzutach                 | Nikozja              | 5. miejsce        | 19,86 |
| 2025 | I dywizja drużynowych mistrzostw Europy | Madryt               | 6. miejsce        | 19,52 |